# Manuel Pablo
Manuel Pablo García Díaz (Arucas, Grã Canária, 25 de janeiro de 1976), é um ex-futebolista espanhol que jogava como lateral-direito.

## Carreira
Durante toda sua carreira atuou apenas no UD Las Palmas e no Deportivo de La Coruña, no qual foi capitão até 2016, ano de sua aposentadoria.

## Títulos

### Clubes
Deportivo de La Coruña
- La Liga: 1999–2000
- Segunda División: 2011–2012
- Copa Del Rey: 2002
- Supercopa de España: 2000, 2002
- Copa Intertoto da UEFA: 2008